# Pedro Orozco González
Pedro Orozco González (Granja de Torrehermosa (Badajoz), 1911 – Madrid, 11 april 1989) was een Spaans componist, muziekpedagoog en pianist.

## Levensloop
Orozco González werd na zijn muziekstudie in Córdoba werkzaam als docent voor aan het conservatorium van de stad. Met andere muzikanten (Manuel Solis, slagwerk en gitaar; Joe Baez, saxofoon en viool; Rafael Ramírez, saxofoon, klarinet en zanger; Manuel Manjarrez, saxofoon, klarinet; Andreas Prior, trompet en zanger; Alfrede Nogales, trombone, piano en zanger en Manuel Borrego, contrabas; richtte hij in Córdoba een dansorkest op. Met dit ensemble had hij zowel in Córdoba alsook in de regio veel succes. Hij schreef composities en bewerkte populaire muziek voor dit ensemble. Op 19 maart 1939 ging zijn tot vandaag (2011) bekendste compositie Manolete, een paso doble die hij samen met José Ramos Celares schreef, door de "Banda Municipal de Córdoba" op de Plaza de Toros de los Tejares in première. 
Zijn zoon Rafael Orozco Flores, geboren op 24 januari 1946, werd door hem aan het conservatorium van Córdoba opgeleid en is een bekend Spaans pianist. 